# Melisendin žaltář

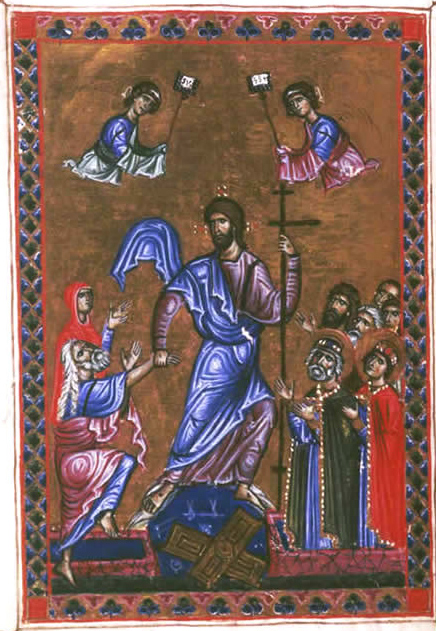
Iluminace z Melisendina žaltáře

Melisendin žaltář je iluminovaný rukopis zhotovený v letech 1135–1143, který je dnes umístěný v Britské knihovně v Londýně. Žaltář byl zhotoven na zakázku jeruzalémského krále Fulka z Anjou pro jeho manželku Melisendu.